# Helina calceata
Helina calceata este o specie de muște din genul Helina, familia Muscidae. A fost descrisă pentru prima dată de Camillo Rondani în anul 1866. Conform Catalogue of Life specia Helina calceata nu are subspecii cunoscute.